# Було, роблю що, чи гуляю…
«Було, роблю що, чи гуляю…» — вірш Тараса Шевченка, написаний ним 1849 року у Раїмі.

## Написання
Зберігся чистовий автограф вірша у «Малій книжці». Автограф не датований.
Вірш датується за місцем автографа у «Малій книжці» серед творів 1849 року (під № 12 у третьому зшитку за 1849 рік) та часом перебування Шевченка в Раїмі у січні — квітні 1849 року, орієнтовно: січень — квітень 1849 року, Раїм.
Єдиний відомий текст — автограф у «Малій книжці», до якої твір переписано з невідомого автографа в Оренбурзі не раніше 1 листопада 1849 року, після повернення Шевченка з Аральської описової експедиції, і не пізніше 23 квітня 1850 року — дня арешту поета. Незабаром після занесення тексту до «Малої книжки» Шевченко вніс виправлення (темнішим чорнилом) у рядки 24 та 29. До «Більшої книжки» твір не переписано.

## Публікація
Вперше вірш надруковано у виданні: «Кобзарь Тараса Шевченка / Коштом Д. Е. Кожанчикова» 1867 року (СПб., стор. 511—512), де подано за «Малою книжкою».

## Сюжет
Вірш належить до ліричних поезій у дусі й стилі народних пісень. Взявши від народної пісні мотив нещасливого кохання, невірності, Шевченко, проте, створив не пісню, а ліричне оповідання від імені героїні твору. Мотиви нещасливого кохання й самотності характерні для тогочасної так званої жіночої лірики Шевченка («Ой люлі, люлі, моя дитино», «Ой пішла я у яр за водою», «На улиці невесело», «Туман, туман долиною» тощо). Формі цього вірша властива «безобразність», відсутність поетичних тропів і фігур.